# Embâcle de glace
Pour l’article homonyme, voir Embâcle.

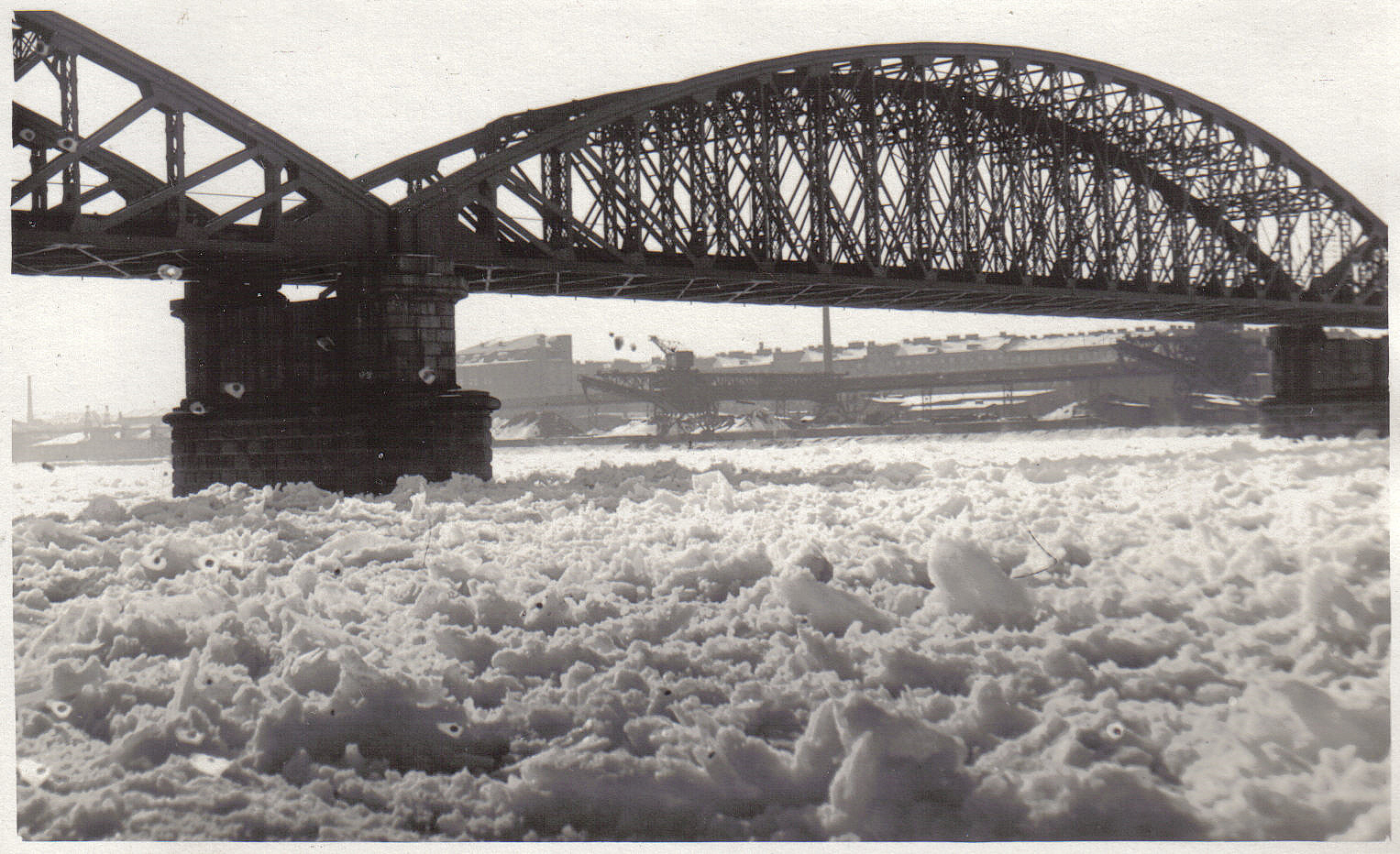
Embâcle sur le Danube à Vienne.

Un embâcle de glace est un amoncellement de glaçons dans un cours d'eau, pouvant former des barrages temporaires et provoquer de graves inondations lors de la débâcle.

## Conditions de formation
Lors d'un redoux durant l'hiver ou à la période de fonte au printemps, une partie de la glace peut fondre et laisser des espaces libres dans un cours d'eau autrement recouvert. La pression de l'eau de la rivière brise alors la glace. Les glaçons sont emportés par le courant et peuvent s'agglomérer ensuite dans un rétrécissement de la rivière ou sur un obstacle comme les piliers d'un pont. Des cristaux de glace se forment lors du gel de l'eau de surface et adhèrent facilement à tout objet immergé, surtout s'il est sous le point de congélation. Une accumulation de frasil sur les glaces flottantes déjà présentes, les piliers de ponts ou les îles peuvent former des masses liantes qui pourront bloquer le passage de l'eau. Une fois que l'amoncellement est consolidé, l'eau s'accumule derrière ce barrage improvisé ce qui peut mener à l'inondation des rives.
Il existe trois types d'embâcles :

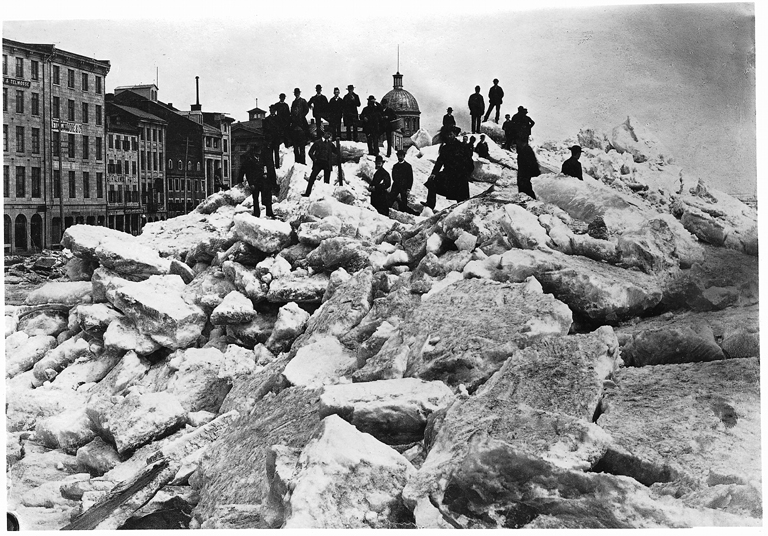
Poussée de glaces causant un amoncellement sur les quais de Montréal en 1884.

1. de surface, où une seule couche de glaçons glace s'agglomère par courant non turbulent du cours d'eau ;
2. de chenal étroit ou large;
3. de surplomb, où l'accumulation des glaces de rivière se fait en couches dans des endroits à faible débit[4] ou à des zones de confluence ou près d'obstacles[3].

Les rivières coulant vers le nord ont tendance à être plus souvent prises dans des embâcles parce que leurs sections amont au sud dégèlent généralement en premier. C'est le cas par exemple de la rivière Rouge entre le Dakota du Nord et le Manitoba.

## Conséquences
Les glaces exercent une pression sur l'obstacle qui peut amener des dommages structuraux, par exemple emporter un pont. L'inondation derrière l'embâcle va causer des dommages importants aux maisons, aux routes et aux bâtiments industriels le long du cours d'eau. Les glaces poussées sur les rives vont également endommager les sols et les bâtiments par effets de raclage. Finalement, la perte du débit d'eau en aval de l'embâcle va affecter la production d'usines comme les centrales hydroélectriques et la navigation.
Il est estimé qu'aux États-Unis, les pertes annuelles dues aux embâcles se chiffraient à 125 millions $US en 2013.

## Prévention

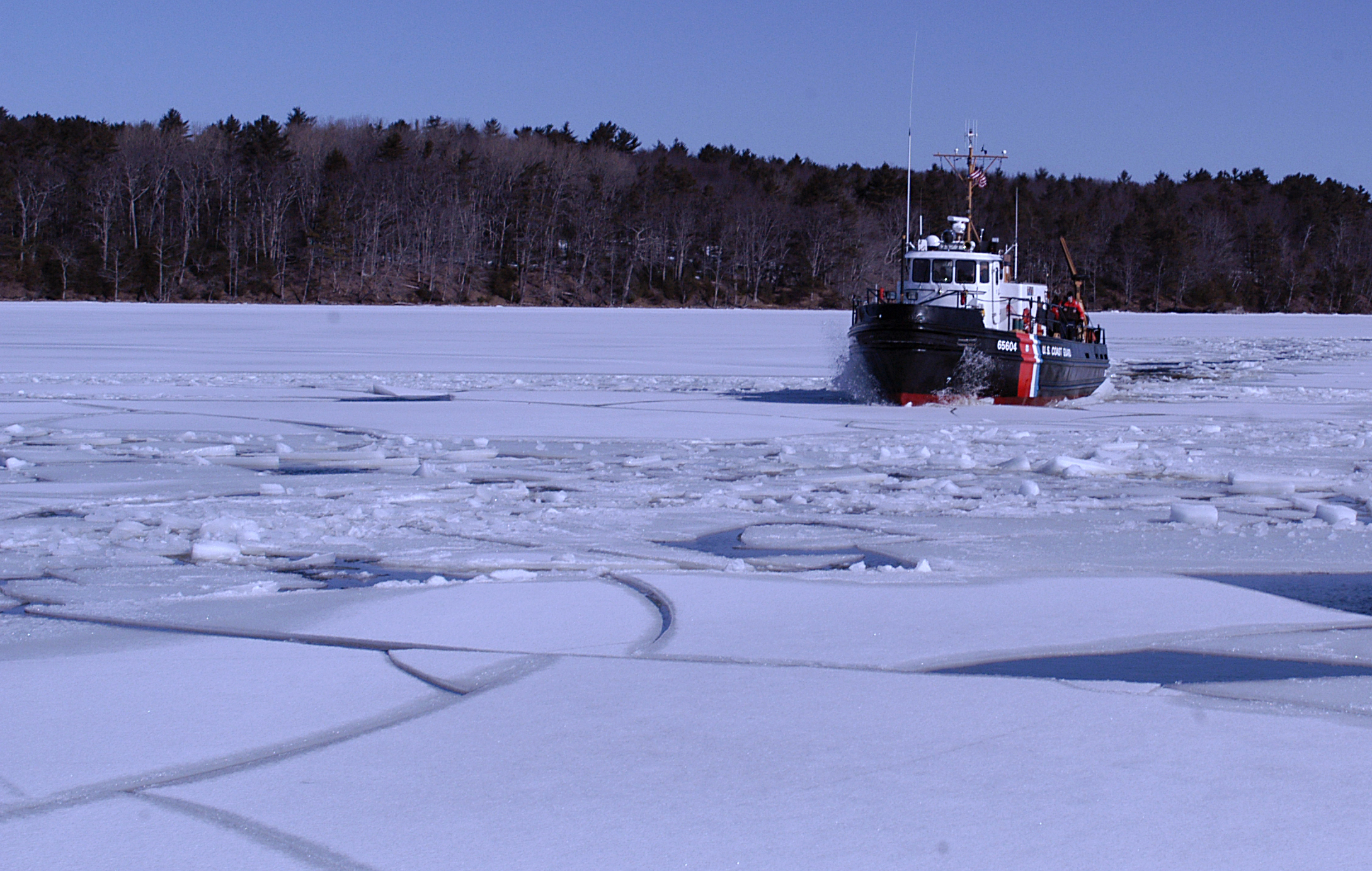
Brise-glace au travail.

Pour prévenir les embâcles, certaines techniques ont été développées :
1. Affaiblir la glace avant la débâcle en la coupant en blocs ou en perçant des trous ;
2. Répandre du sable, du brin de scie (sciure) ou tout autre poussière qui absorbe la chaleur du soleil et permet une fonte graduelle de la glace ;
3. Contrôler le débit de la rivière en utilisant des brise-glaces, des aéroglisseurs ou d'autres engins flottants pour faire un chenal d'écoulement dans la glace.

Une fois que l'embâcle est formé, il faut au plus tôt le défaire avant qu'il ne devienne trop important. Ceci se fait par dynamitage du front de l'embâcle, par travail mécanique et par contrôle du débit de la rivière par des barrages.